# Coupe du Président d'Irlande 2020
Navigation
Édition précédente Édition suivante
La Coupe du Président d'Irlande 2020, en anglais : 2020 President of Ireland's Cup, est la septième édition de la Coupe du Président une compétition de football qui oppose chaque année en début de saison le vainqueur du championnat et celui de la Coupe d'Irlande. Pour la sixième année consécutive Dundalk FC s'aligne dans la compétition. Le club champion d'Irlande est opposé aux Shamrock Rovers, vainqueur de la Coupe. Suivant le système de l'alternance des lieux de finale, c'est le stade d'Oriel Park qui accueille la confrontation.

## Organisation
Selon la règle de l'alternance, c'est Dundalk qui accueille la compétition. Oriel Park est donc pour la troisième fois l'hôte de la Coupe du Président.
Le 9 février 2020, la FAI annonce le report du match à cause des conditions atmosphériques. Le passage de la tempête Ciara rend impossible la tenue des événements sportifs en extérieur ce dimanche-là.
Après avoir été suspendue, puis reportée, l'édition 2020 est définitivement annulée à cause de la pandémie de Covid-19.

## Le match
| 9 février 2020 | Dundalk FC | annulé | Shamrock Rovers | Oriel Park |  |
|                |            |        |                 |            |  |

Après avoir été suspendue, puis reportée, l'édition 2020 est définitivement annulée à cause de la pandémie de Covid-19.